# تيرا سانتا
تيرا سانتا (بالبرتغالية: Terra Santa‏)؛ بلدية في ولاية بارا في المنطقة الشمالية من البرازيل.